# Monte Cusna
Monte Cusna is een berg in de noordelijke Apennijnen tussen de Cerretopas en de Lagastrellopas in de Italiaanse provincie Reggio Emilia. De berg heeft een hoogte van 2121 meter boven zeeniveau.
De berg staat ook bekend als de "Uomo Morto" ("Dode Man"), "Uomo che Dorme" ("Slapende Man") en "Il Gigante" ("De Giant") door diens voorkomen waarin een liggende man te herkennen valt.
De piek is gesitueerd in de gemeente Villa Minozzo op ongeveer 3 kilometer van de grens van Reggio Emilia met Toscane. De berg ligt in Nationaal Park Appennino Tosco-Emiliano.